# Austin North
Austin Michael North (ur. 30 lipca 1996 w Cincinnati) – amerykański aktor telewizyjny, najlepiej znany z roli Logana Watsona w sitcomie Disney Channel To nie ja. Wcześniej pojawił się także w serialach Nadzdolni i Z kopyta.

## Życiorys
Urodził się w Cincinnati w Ohio w rodzinie chrześcijańskiej jako syn Karen. Ma starszą siostrę Lauren (ur. 18 października 1994). Od dziecka był zainteresowany przedstawieniami. Kiedy miał osiem lat wystąpił w kościelnej inscenizacji na Boże Narodzenie. Wkrótce potem wraz z rodziną przeniósł się do Atlanty w stanie Georgia, gdzie mając 13 lat został odkryty przez łowców talentów.
W czerwcu 2015 ukończył szkołę średnią. Okazał się utalentowanym perkusistą i przodował w sportach, takich jak koszykówka, surfing i snowboard.
Jego rodzice postanowili przenieść się do Los Angeles, gdzie jako 15-latek rozpoczął karierę aktorską. W 2011 wystąpił po raz pierwszy na szklanym ekranie jako Ricky Weaver w jednym z odcinków serialu komediowego Disney XD Z kopyta.
W 2018 związał się z Sadie Robertson.

## Filmografia

### Seriale TV
- 2011: Z kopyta jako Ricky Weaver
- 2012: Szpital miejski jako Bodhi
- 2012: Nadzdolni jako Holland
- 2013: Nawiedzeni jako Dean
- 2014–2015: To nie ja jako Logan Watson
- 2015: Jessie jako Logan Watson
- 2018: All Night jako Oz